# 아르카나 파밀리아
아르카나 파밀리아 -La storia della Arcana Famiglia-(アルカナ・ファミリア -La storia della Arcana Famiglia-)는 HuneX 사에서 개발하고 COMFORT 사에서 발매한 여성향 연애 어드벤처 게임으로, 공식 장르는 연애 어드벤처 게임×소년 만화를 기반으로 한 이탈리안 판타지이다. 이탈리아에 있는 가상의 섬인 레갈로(Regalo)를 무대로 마피아와 타로 카드라는 두 주제를 합쳐 다루고 있다.

## 줄거리
지중해에 위치한 레갈로 섬의 안전을 지키는 자경조직 아르카나 파밀리아. 파밀리아의 구성원들은 각자 타로코와의 계약을 통해 얻은, 아르카나 능력이라고 알려진 신비한 힘을 가지고 있다.
파밀리아 보스인 몬도의 외동딸 펠리치타는 나이프와 무술에 탁월한 재능을 가진 아름다운 소녀이다. 섬 외곽에서 자라 온 그녀는 16살이 되어 파밀리아의 일원으로서 새로운 역할을 수행하게 된다. 그러나 생일 파티 도중 몬도는 돌연 은퇴를 선언하고, 펠리치타는 후계자 선출을 위해 개최되는 아르카나 두엘로의 우승자와 결혼해야 하는 상황에 놓인다. 승리해 자신의 길을 쟁취하기로 결심한 펠리치타는 싸울 준비를 하게 된다.

## 등장 인물

### 메인 캐릭터
펠리치타(Felicità, フェリチータ)
성우: 노토 마미코
생일: 6월 18일
신장: 165cm
아르카나: 6번째 카드 연인(Gli Amanti) / 10번째 카드 운명의 수레바퀴(La Ruota della Fortuna)
스티그마타: 가슴(연인) / 등(운명의 수레바퀴)
본작의 주인공이며 아르카나 파밀리아의 파파인 몬도의 딸이자 검 세리에의 간부. 선천적으로 두 가지의 타로코를 지니고 있으나 능숙하게 사용할 수는 없다. 어려서부터 엄격한 어머니 밑에서 자랐기에 자신에게도 타인에게도 엄격하지만, 종자인 루카의 영향을 받아 소녀스러운 일면도 있다. 말보다는 행동으로 보여주는 타입. 나이는 16세→17세.
6번째 카드 리 아만티(연인)의 계약자로, 타인의 마음을 읽을 수 있는 능력을 갖고 있다. 또한 10번째 카드 루오타 델라 포르투나(운명의 수레바퀴)의 계약자이기도 하며 타로코와 계약자의 관계성에 변화를 가져다 주는 능력이다. 이는 폭주한 타로코를 진정시킬 수 있으며 펠리치타는 13년 전 세 살 때 이 능력을 이용해 20번째 카드 심판에 의한 폭주로 쓰러진 어머니 스미레를 살려냈다. 허나, 이 능력을 쓰면 사용자의 기억을 잃게 되기 때문에 그 사건을 비롯한 세 살까지의 기억이 전혀 없다. 몬도는 13년 전 사건 이후 펠리치타가 또다시 운명의 수레바퀴 능력을 사용하여 폭주하는 일이 없도록 펠리치타를 파밀리아 본부에서 떨어져 있는 작은 집에서 외부와 최소 한도로만 접촉하며 자라도록 했으나, 16살 때 정식으로 아르카나 파밀리아의 일원이 되었다. 어릴 때부터 부엉이 후쿠로타, 종자 루카와 늘 함께 했다.
리베르타(Libertà, リベルタ)
성우: 후쿠야마 쥰
생일: 5월 13일
신장: 173cm→176cm
아르카나: 시작의 카드 광대(Il Matto)
첩보부 소속 단테의 직속 부하. 행동력 넘치고 쾌활한 소년이지만 여자에게 익숙하지 않은 면이 있다. 항해나 외국을 동경하고 있으며, 자유로운 성격 때문에 노바와 자주 갈등을 빚기도 한다. 나이는 18세→19세.
시작의 카드 일 마토(광대)의 계약자이며 아르카나 능력은 언령으로 말한 것을 실현시킬 수 있다. 능력의 대가는 자유. 아마도 태어날 때부터 아르카나 능력을 가지고 있었던 것 같다고 한다. 어릴 적 노르드국의 카사비안카 고아원에서 갖은 실험으로 인간 이하의 취급을 받던 그를 가면의 남자가 구해 주었다. 하지만 그 때문에 아르카나 능력이 폭주하여, 몬도와 단테가 그의 기억을 지우고 아르카나 파밀리아의 일원으로 받아들인다. 고아 출신이었기에 부모를 기억하지 못하지만 사실 몬도가 전처로부터 얻은 자식인 요슈아의 아들로, 몬도의 손자이다.
노바(Nova, ノヴァ)
성우: 요나가 츠바사
생일: 10월 25일
신장: 163cm→168cm
아르카나: 13번째 카드 사신(La Morte)
스티그마타: 뒷목덜미
펠리치타의 사촌동생이자 소꿉친구. 지나치게 엄격하고 융통성 없는 성격이며, 특히 펠리치타에게 차가운 태도를 보인다. 작은 키에 컴플렉스가 있고 키로 놀림받는 것을 싫어한다. 13번째 카드 라 모르테(사신)의 계약자로 대상을 잠재울 수 있으며 대가는 부정적인 감정. 나이는 15세→16세.
노바의 아버지는 몬도의 친형이지만 아르카나 능력자가 되지 못했고, 어머니가 임신 중일 때 계약을 맺어 노바를 선천적인 아르카나 능력자로 태어나게 했다. 그의 부모는 노바로 하여금 몬도의 자리를 이어받게 하고 자신들이 출세하기 위해 어린 노바를 펠리치타와 약혼시켰고, 7년 전 아르카나 파밀리아를 차지하기 위해 몬도와 스미레를 암살하려다가 노바가 그 계획을 알게 되어 아르카나 능력이 폭주한 노바에 의해 수면기에 빠져 있다. 사건 이후 자신에게는 몬도의 사위가 될 자격이 없다고 생각해 약혼을 파기하고 약혼반지를 돌려 주었지만, 몬도 부부는 노바를 거둬 키우고 자식처럼 보살폈다. 이후 아르카나 파밀리아 성배 세리에의 간부이자 최연소 간부가 되어 활동하고 있으며, 나이는 어리지만 높은 업무능력을 자랑한다.
데비토(Debito, デビト)
성우: 요시노 히로유키
생일: 9월 20일
신장: 180cm
아르카나: 9번째 카드 은둔자(L'Eremita)
스티그마타: 왼쪽 발목
금화 세리에의 간부로, 카지노를 포함한 아르카나 파밀리아의 자금 루트를 담당하고 있다. 스릴과 교섭을 좋아하고 뭔가에 얽매이는 것을 싫어하는 성격. 나이는 23세→24세.
9번째 카드 레레미타(은둔자)의 계약자로, 아르카나 능력은 은폐. 졸리의 실험에 의한 후유증으로 오른쪽 눈의 고통을 오랜 시간동안 안고 있다. 여자와 도박을 좋아하며, 펠리치타를 밤비나라고 부른다. 파체, 루카와는 소꿉친구 사이이다.
파체(Pace, パーチェ)
성우: 스기타 토모카즈
생일: 7월 29일
신장: 187cm
아르카나: 11번째 카드 힘(La Forza)
스티그마타: 오른손 손등
곤봉 세리에의 간부이자 간부장 대리. 레갈로 섬 영주의 아들이지만 어릴 적 저택을 나와 생활하고 있다. 나이는 25세→26세.
8번째 카드 라 포르차(힘)의 계약자로 아르카나 능력은 누구도 거역할 수 없는 강력한 힘. 여태껏 이 힘을 거스른 자는 언령을 이용해 강제로 풀어낸 리베르타 이외에 없다. 데비토, 루카와 마찬가지로 졸리의 실험에 의해 강제로 타로코와 계약하였으며, 타로코의 부작용 때문에 시한부 인생이 되었다. 남은 생애는 5년 정도.
루카(Luca, ルカ)
성우: 나카무라 유이치
생일: 12월 6일
신장: 176cm
아르카나: 14번째 카드 절제(La Temperanza)
스티그마타: 혀
펠리치타의 종자(수행원)이자 연금술사. 14번째 카드 라 템페란차(절제)의 계약자로, 졸리의 실험으로 인해 3살일 때 강제로 타로코와 계약했다. 아르카나 능력은 상대방의 아르카나 능력을 중화시키는 것. 나이는 29세→30세.
펠리치타가 3살일 때부터 13년간 그녀를 모셔 왔기에 사실상 펠리치타와 가장 가까운 관계이다. 일편단심 펠리치타만 바라보고 사는 해바라기 같은 인물로, 주변으로부터는 펠리치타를 과보호한다는 평을 받고 있다. 펠리치타의 종자가 되기 전에는 보스인 몬도의 비서였다. 상당히 꼼꼼하고 유능한 데다가 요리 실력, 가사 실력까지 수준급이지만 주변 인물들에게 무시당하는 경우가 많다. 졸리의 연금술 제자이자 친아들이지만 사이는 좋지 않으며, 펠리치타를 포함한 주변인들에게는 졸리와의 관계를 비밀로 하고 있다.
단테(Dante, ダンテ)
성우: 코스기 쥬로타
생일: 4월 9일
신장: 199cm
아르카나: 4번째 카드 황제(L'Imperatore)
스티그마타: 머리
아르카나 파밀리아의 간부장. 몬도와는 옛날부터 알고 지내던 사이이다. 나이는 38세→39세.
4번째 카드 림페라토레(황제)의 계약자. 10년 전 노르드 국의 카사비안카에서 실험을 당하던 아이들을 구하기 위해 뛰어든 가면의 영웅. 리베르타를 구해내어 아르카나 파밀리아에 입단시킨 장본인이다.
졸리(Jolly, ジョーリィ)
성우: 유사 코지
생일: 3월 8일
신장: 184cm
아르카나: 18번째 카드 달(La Luna)
스티그마타: 눈동자
18번째 카드 라 루나(달)의 계약자로 아르카나 능력은 상대방의 기억을 들춰내는 것. 나이는 최소 40세 이상.
아르카나 파밀리아의 상담역. 파밀리아 내에서 가장 속을 알 수 없는 인물로 뛰어난 연금술사이면서 책략가이다. 타로코의 영향으로 인해 기력이 쇠약해져 있는 몬도를 구할 수 있는 방법은 모든 타로코의 계약자를 한자리에 모으는 것이라고 생각하여 파체, 데비토, 루카를 실험에 이용하여 타로코와 계약시켰으며, 인조인간 호문클루스를 창조하여 호문클루스와 타로코를 계약시키려 하였으나 흐지부지 중단되고 말았다.
애쉬(Ash, アッシュ)
성우: 오카모토 노부히코
생일: 2월 3일
신장: 180cm
아르카나: 1번째 카드 마술사(Il Bagatto)
스티그마타: 왼쪽 목
유령선 바스첼로 판타스마에서 태어나고 자란 연금술사로, 요슈아와는 오래 알고 지낸 사이이다. 나이는 17세.

### 서브 캐릭터
몬도(Mondo, モンド)
성우: 타치키 후미히코
생일: 4월 1일
신장: 195cm
아르카나: 21번째 카드 세계(Il Mondo)
펠리치타의 아버지이자 아르카나 파밀리아의 보스로 파밀리아의 일원에게는 파파로 불리고 있다. 21번째 카드 일 몬도(세계)의 계약자로 아르카나 능력을 한계까지 끌어올릴 수 있다. 나이는 59세.
아르카나 두엘로를 개최하여 최후의 우승자에게는 새로운 보스의 자리와 함께 펠리치타와 결혼시키겠다고 선언한다.
스미레(Sumire, スミレ)
성우: 이노우에 키쿠코
생일: 1월 1일
신장: 174cm
아르카나: 20번째 카드 심판(Il Giudizio)
펠리치타의 어머니이자 아르카나 파밀리아의 보스인 몬도의 아내. 파밀리아 일원에게는 맘마로 통한다. 20번째 카드 일 주디치오(심판)의 계약자. 나이는 36세.
13년 전 타로코로 인해 몬도가 쓰러졌을 때 자신의 타로코인 심판의 힘을 사용하려 했다가 폭주하여 목숨을 잃을 위기에 처했었으나, 딸인 펠리치타가 가진 두 번째 아르카나 능력 운명의 수레바퀴에 의해 목숨을 구했다.
엘모(Elmo, エルモ)
성우: 이구치 유이치, 후쿠엔 미사토(어린 시절)
아르카나: 16번째 카드 탑(La Torre)
요슈아(Joshua, ヨシュア)
성우: 우에다 유지
아르카나: 8번째 카드 정의(La Giustizia)
위르 잉게니오수스(Vir Ingeniosus, ウィル・インゲニオースス)
성우: 히라카와 다이스케
세라피노(Serafino, セラフィーノ)
성우: 오노 유우키
아르카나: 12번째 카드 사형수(L'Appeso)
테오도르(Theodor, テオドール)
성우: 오오사카 료타
아르카나: 7번째 카드 전차(Il Carro)
네베(Neve, ネーヴェ)
성우: 야하기 사유리
아르카나: 17번째 카드 별(La Stella)

## 주제가
아르카나 파밀리아 -La storia della Arcana Famiglia-
오프닝 테마
「Stellina」
작사 - 이나바 에미 / 작곡・편곡 - 코모리 시게오
노래 - 하라다 히토미

엔딩 테마
「7대양(七つの海)」
작사 - 이나바 에미 / 작곡・편곡 - 타무라 신지
노래 - 리베르타(후쿠야마 쥰)
「피리오도의 저편(ピリオドの向こう側)」
작사 - 코다마 사오리 / 작곡・편곡 - 와타나베 타쿠야
노래 - 노바(요나가 츠바사)
「Amore Bambina!!」
작사 - 이나바 에미 / 작곡・편곡 - 타무라 신지
노래 - 데비토(요시노 히로유키)
「Dance³ ~해피 하이 텐션~(dance3〜ハッピーハイテンション〜)」
작사 - 니시나 사키 / 작곡・편곡 - 타나베 신타로
노래 - 파체(스기타 토모카즈)
「빛(ひかり)」
작사 - ENA☆ / 작곡・편곡 - 키쿠야 토모키
노래 - 루카(나카무라 유이치)
「Resolution」
작사 - 이나바 에미 / 작곡・편곡 - 타무라 신지
노래 - 단테(코스기 쥬로타)
「월광(月光)」
작사 - 토가와 하루카 / 작곡・편곡 - YAMOTO
노래 - 졸리(유사 코지)

아르카나 파밀리아 -유령선의 마술사-
오프닝 테마
「Requ≠iem」
작사 - 이나바 에미 / 작곡・편곡 - 코모리 시게오
노래 - 하라다 히토미

아르카나 파밀리아 -페스타 레갈로!-
오프닝 테마
「카모나시에스타(カモナシエスタ)」
노래 - 몬도(타치키 후미히코) & 스미레(이노우에 키쿠코)

아르카나 파밀리아 2
오프닝 테마
「Promessa」
작사 - 이나바 에미 / 작곡・편곡 - 나라 유우키
노래 - 하라다 히토미

엔딩 테마
「빛 이어지는 길(光つづく道)」
작사 - 히야마 나오 / 작곡・편곡 - MANYO
노래 - 시모츠키 하루카

## 애니메이션
2012년 7월부터 12월까지 애니메이션이 방영되었으며, 대한민국에서는 애니플러스를 통해 방영되었다. 제작사는 J.C.STAFF.

### 주제곡
오프닝 테마
「Magenta Another Sky」
작사 - 이나바 에미 / 작곡・편곡 - yamazo
노래 - 하라다 히토미

엔딩 테마
「Pieces of Treasure」
작사 - 이나바 에미 / 작곡・편곡 - 히게드라이버
노래 - 리베르타(후쿠야마 쥰) & 노바(요나가 츠바사)

### 방영 목록
| 화수     | 서브 타이틀                                                                                     | 각본              | 콘티                    | 연출              | 작화감독                                                                                | 총작화감독                    |
| -------- | ----------------------------------------------------------------------------------------------- | ----------------- | ----------------------- | ----------------- | --------------------------------------------------------------------------------------- | ----------------------------- |
| #Uno     | La notte del compleanno 誕生日の夜 생일날 밤                                                    | 아카호시 마사나오 | 콘 치아키               | 콘 치아키         | 마츠우라 마이                                                                           | -                             |
| #Due     | Il Comandante della Squadra Protezione Animali 動物愛護警備隊長 동물 보호단 간부                | 아카호시 마사나오 | 니헤이 유이치           | 타카시마 다이스케 | 나카야마 유미                                                                           | 오치아이 히토미               |
| #Tre     | Piccolino ピッコリーノ 피콜리노                                                                 | 이카미 타카요     | 스즈키 켄타로           | 스즈키 켄타로     | 요시다 유코 타카자와 미카                                                               | 마츠우라 마이                 |
| #Quattro | Confessioni di una maschera 仮面の告白 가면의 고백                                              | 이토 미치코       | 후루카와 토모히로       | 키타가와 마사토   | 마에다 가쿠시 야마모토 사와코                                                           | 오치아이 히토미               |
| #Cinque  | Amici d'infanzia おさななじみ 소꿉친구                                                          | 이토 미치코       | 스즈키 요헤이           | 스즈키 요헤이     | 카메타니 쿄코 나카야마 유미 코마츠바라 세이                                             | 마츠우라 마이                 |
| #Sei     | A bordo! - La battaglia finale 船上決戦! 선상 결투!                                             | 아카호시 마사나오 | 후쿠다 미치오           | 오쿠노 히로유키   | 신고 야스시 오오바 사에                                                                 | 오치아이 히토미 마츠우라 마이 |
| #Sette   | Rispettivi segreti それぞれの秘密 저마다의 비밀                                                 | 이카미 타카요     | 타도코로 오사무         | 하시모토 토시카즈 | 타카자와 미카 시모카와 히사시 요시다 유코 토미타 슈코                                   | 마츠우라 마이                 |
| #Otto    | La luna nel buio 闇の中の月 어둠 속의 달                                                        | 이토 미치코       | 콘 치아키               | 후지모토 지로     | 혼다 미유키 카와시마 나오 야마모토 사와코 오카자키 히로미                               | 오치아이 히토미               |
| #Nove    | La ruota della fortuna 運命の輪 운명의 수레바퀴                                                 | 아카호시 마사나오 | 타도코로 오사무         | 이시다 토오루     | 나카야마 유미                                                                           | 마츠우라 마이                 |
| #Dieci   | Arcana Famiglia アルカナ・ファミリア 아르카나 파밀리아                                          | 아카호시 마사나오 | 콘 치아키 스즈키 요헤이 | 스즈키 요헤이     | 아키야마 유키코 시미즈 카츠스케 오노 카즈히로 야마모토 사와코                           | 오치아이 히토미               |
| #Undici  | Arcano triangolo アルカナ・トリアンゴロ 아르카나 트라이앵글                                     | 이토 미치코       | 코타키 레이             | 키타가와 마사토   | 이구치 마리코 요시다 유코 시모카와 히사시 마츠시타 이쿠코 타카자와 미카                 | 마츠우라 마이                 |
| #Dodici  | Arcano duello アルカナ・デュエロ 아르카나 두엘로                                                | 아카호시 마사나오 | 콘 치아키               | 하시모토 토시카즈 | 나카야마 유미 시미즈 카츠스케 타카자와 미카 시모카와 히사시 이시이 테츠야 마츠우라 마이 | 마츠우라 마이                 |
| #Tredici | Capriccio ─ stile Arcana Famiglia 奇想曲～アルカナ・ファミリア風 아르카나 파밀리아풍 카프리치오 | 이카미 타카요     | 와타나베 타카시         | 이시다 토오루     | 마츠우라 마이                                                                           | -                             |